# Ігротерапія
Ігротерапі́я — метод профілактичного та лікувального впливу на дітей і дорослих, що сприяє розвитку та покращенню фізичного, психічного та емоційного стану практикуючого. Широко використовується в арт-терапії як окремий напрямок і як додатковий інструмент, зокрема в практиці медитативного живопису.

## Історія становлення методу
Одним з перших психіатрів гру в практиці дитячої психотерапії як допоміжний метод застосував Зігмунд Фройд. Ця подія прийшлася на 1913 рік. Основною метою Фройда було виявлення за допомогою ланцюгових асоціацій «справжнього джерела символічної гри». Але він не вбачав терапічної сили гри. Цю сторону дитячої забавки першою розглянула Мелані Кляйн, її перші праці на цю тему датуються 1932 роком. Вона використовувала гру як основний метод психотерапії в дитячому віці. Вигадуючи різноманітні ігри для своїх маленьких пацієнтів, вона доводила шляхом інтерпретації до свідомості дитини її власні дії, конфлікти, що викликали хворобливий стан. Велике значення Кляйн приділяла і спонтанній грі дитини, це був ніби зворотній зв'язок між терапевтом та несвідомим дитини. З боку терапевта проглядалася певна пасивність, дитина сама вела гру, могла навіть вільно змінювати правила, пропоновані терапевтом. Проти такої пасивності виступала Анна Фройд,1946 рік. Вона навпаки вважала, що терапевт повинен займати по відношенню до дітей активну керівну позицію. Відмовлялася від твердження, що в грі неодмінно відбувається символізація витіснених конфліктів, допускаючи, що в ній можуть знаходити своє відображення реальні життєві відносини. У своїй роботі Анна Фройд використовувала
мініатюрних ляльок, що являли собою зображення членів сім'ї. Вона також наполягала на обов'язковому залученні до ігрової терапії батьків з метою корекції їх стилю виховання.

## Моделі ігротерапії
З вище сказаного ясно, що існує два підходи до ігротерапії: недирективний та директивний.

### Недирективна модель
Цілі недирективної індивідуальної ігрової терапії можна коротко позначити в трьох пунктах:
- Індивідуальна ігрова терапія має на меті дати дитині можливість виявити, вилити назовні свої переживання і почуття, навіть приховані (агресію, страх, образу і т. ін.)
- Дати дитині можливість самостійно вирішити свої внутрішні конфлікти, проблеми, через розрядку, яку дає гра
- Створити для дитини таку атмосферу, яка відображає всі почуття дитини, в якій вона зможе прийняти відповідальність за свої вчинки.

В ході сеансу ігротерапії, побудованого за недирективною моделлю, терапевт лише інтерпретує отримувані дані, так само, як і в процесі бесіди, звичної для терапевтичного сеансу. 
Засоби, що використовуються в недирективній ігротерапії найчастіше систематизують так:
- Структуровані — ті, через які дитина виявляє власні потреби (ляльки, м'які іграшки)
- Неструктуровані — використовуються для емоційної розрядки (гра з піском, водою, глиною тощо)

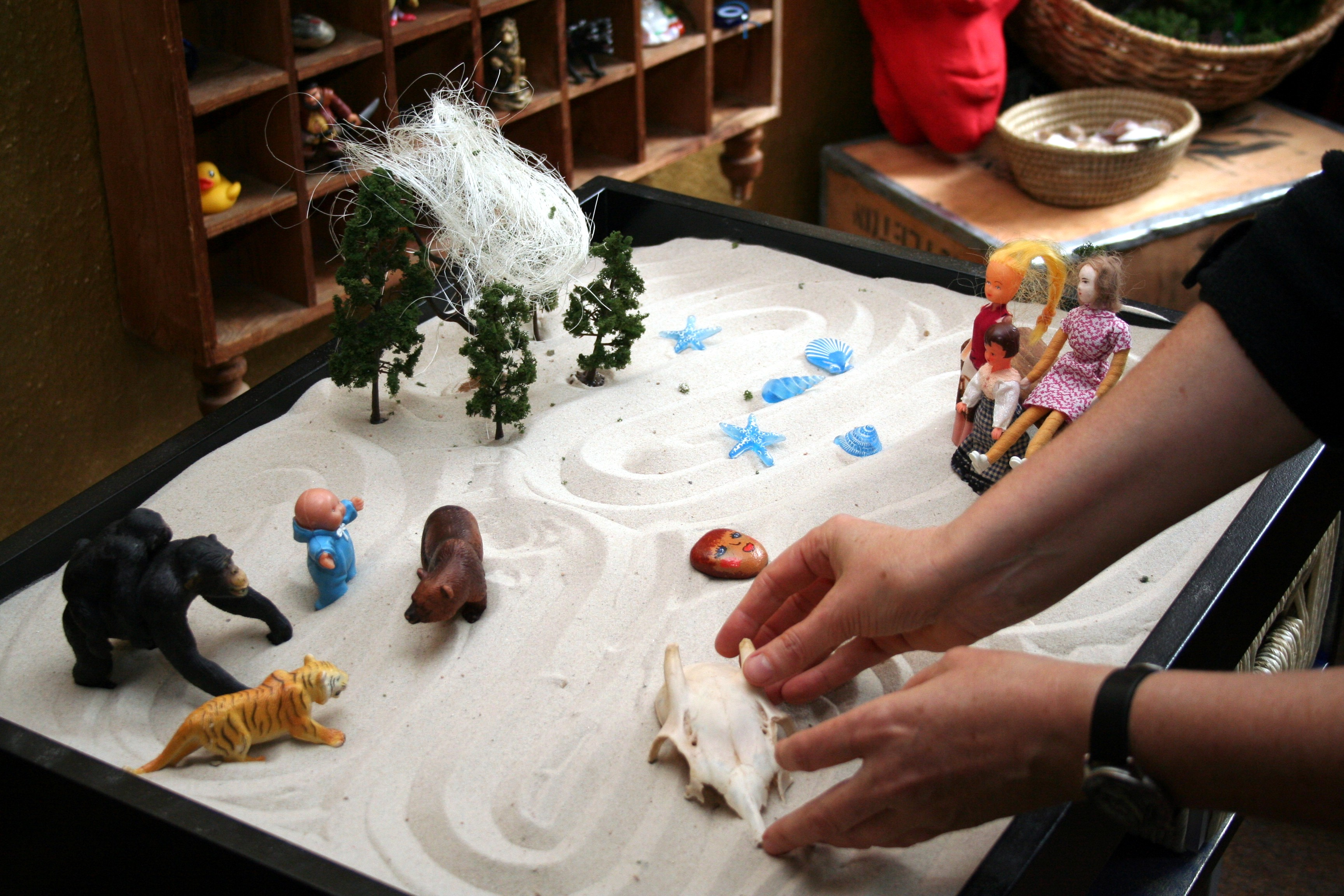
Гра з піском в недерективній ігротерапії.

- Іграшки, котрі дозволяють встановити контакт або виявити проблеми в спілкуванні (телефон, пістолет та більшість рухомих предметів: літаки, паровозики, машинки)

### Директивна модель
Мета директивної ігротерапії — сформувати у дитини форми поведінки, які є соціально схвалюваними, навчити дитину бажаних навичок існування у соціумі шляхом ідентифікації з різними персонажами гри. 
За нестачею якісних емпіричних досліджень недирективної моделі ігротерапії, директивна наразі вважається більш ефективною. Хоча об'єктивно розглядаючи дані можна стверджувати лише, що вона швидше дає бажаний результат.